# Banes Motor České Budějovice
A Banes Motor České Budějovice egy cseh jégkorongcsapat České Budějovicében. A csapat az első osztályú Tipsport Extraligában játszik. A klub egyszeres csehszlovák bajnok.

## Története
A csapatot 1927-ben alapították SK Slavia České Budějovice néven.

### Korábban használt nevek
- 1927 - SK Slavia České Budějovice (Sportovní klub Slavia České Budějovice), prozatímní název klubu
- 1928 – AC Stadion České Budějovice (Atletic[p 1] Club Stadion České Budějovice)
- 1939 – AC Stadion Budějovice, v důsledku německého Protektorátu Čechy a Morava
- 1945 – AC Stadion České Budějovice
- 1948 – Sokol Stadion České Budějovice
- 1949 – ZSJ OD Stadion České Budějovice (Závodní sokolská jednota Obchodní domy Stadion České Budějovice)
- 1950 – ZSJ SKP JNV České Budějovice (Závodní sokolská jednota Sdružené komunální podniky Jednotný národní výbor České Budějovice)
- 1953 – DSO Slavoj České Budějovice (Dobrovolná sportovní organizace Slavoj České Budějovice)
- 1957 – TJ Slavoj České Budějovice (Tělovýchovná jednota Slavoj České Budějovice)
- 1965 – TJ Motor České Budějovice (Tělovýchovná jednota Motor České Budějovice)
- 1991 – HC Motor České Budějovice (Hockey Club Motor České Budějovice)
- 1992 – HC České Budějovice (Hockey Club České Budějovice)
- 2006 – HC Mountfield (Hockey Club Mountfield)
- 2013 – HC Motor České Budějovice (Hockey Club Motor České Budějovice)
- 2013 – ČEZ Motor České Budějovice (České energetické závody Motor České Budějovice)
- 2020 – Madeta Motor České Budějovice
- 2021 – HC Motor České Budějovice (Hockey Club Motor České Budějovice)
- 2023 – Banes Motor České Budějovice

## Helyezések
Csehszlovák Extraliga-bajnok: 1950-51